# Franz Hofer (polityk)
Franz Hofer (ur. 27 listopada 1902 w Bad Hofgastein, zm. 18 lutego 1975 w Mülheim) – niemiecki i austriacki polityk, gauleiter okręgu Tyrol-Vorarlberg, inicjator budowy Reduty Alpejskiej.

## Życiorys
Urodził się 27 listopada 1902 r. w Bad Hofgastein jako syn właściciela hotelu. Ukończył wyższą szkołę realną (Oberrealschule), po czym od 1922 r. pracował jako sprzedawca na własny rachunek. Od września 1931 r. działał w austriackiej partii nazistowskiej, pełniąc od kwietnia 1932 r. funkcję szefa okręgu powiatowego (Kreisleiter), a od lipca gauleitera okręgu Tyrol-Vorarlberg. Przed 1932 r. ruch hitlerowski cieszył się w regionie alpejskim niewielkim poparciem, ale Hofer swoimi wysiłkami zdołał zmobilizować aparat partyjny do kampanii, w wyniku której NSDAP zdobyła w Innsbrucku w wyborach samorządowych w kwietniu 1933 r. 41% głosów.
Za działalność nazistowską został w czerwcu 1933 r. aresztowany przez władze austriackie i skazany na dwa lata pozbawienia wolności. 30 sierpnia tego samego roku został uwolniony przez grupę czterech SA-manów, którzy wdarli się zbrojnie do więzienia w Innsbrucku w celu odbicia Hofera. Ranny w czasie ucieczki, zdołał dotrzeć do granicy Włoch, skąd dotarł do Niemiec i dwa tygodnie później, leżąc na noszach, przemawiał na wiecu NSDAP w Norymberdze. Ta ucieczka zapewniła mu dużą popularność w partii i dała największe wpływy spośród innych uciekinierów z Austrii. Dzięki bliskim kontaktom m.in. z Rudolfem Hessem i Martinem Bormannem utworzył komisję pomocy uciekinierom z Austrii, która m.in. opłacała przewodników pomagających w pokonywaniu granicy.
Podczas aneksji Austrii (Anschluss) pozostał w Berlinie, w efekcie nie był w stanie powstrzymać konkurencyjnej frakcji Edmunda Christopha od przejęcia władzy w Innsbrucku. Ludzie Christopha dzięki mobilizacji 40 tys. działaczy, aktywistów i bojowników opanowali Tyrol jeszcze przed nadejściem wojsk niemieckich i zaczęli tworzyć zręby administracji regionalnej i policji. Mimo tego, frakcja Christopha była mała, a jego osobista pozycja była słaba.
W efekcie Christoph nie był w stanie rywalizować z Hoferem, który ponownie objął 24 maja 1938 r. funkcję gauleitera okręgu Tyrol-Vorarlberg. Wkrótce potem został też radcą ministerialnym w randze Obergruppenführera. W 1940 r. został gubernatorem Reichsgau Tyrol-Vorarlberg. Po kapitulacji Włoch został komisarzem Strefy Operacyjnej Podnóża Alp, która oprócz jego okręgu obejmowała także okupowane włoskie prowincje Trydent, Bolzano i Belluno. W miarę zbliżania się wojsk alianckich do Niemiec Hofer zaproponował w listopadzie 1944 r. Hitlerowi w memorandum wykorzystanie warunków obronnych rejonu Innsbrucku w ramach tzw. Reduty Alpejskiej, ale z powodu kurczących się zasobów plan ten zrealizowano w niewielkim stopniu. Hofer został wezwany przez Hitlera na spotkanie w tej sprawie dopiero 12 kwietnia 1945 r., po czym został mianowany komisarzem obrony Rzeszy ds. Alpenfestung. Skapitulował wobec wojsk amerykańskich 3 maja 1945 r., a trzy dni później został aresztowany przez Amerykanów w Hall in Tirol i osadzony w obozie jenieckim.
W październiku 1948 r. uciekł do Niemiec, gdzie pod prawdziwym nazwiskiem wrócił do zawodu sprzedawcy w Mülheim. Nie wyrzekł się nazistowskich poglądów. W Austrii został w 1949 r. zaocznie skazany na śmierć. Skazany przez sąd w Monachium na 10 lat obozu pracy i przepadek mienia. W 1952 lub 1953 r. monachijski sąd apelacyjny obniżył wyrok do 3 lat i 5 miesięcy więzienia. Ostatnie lata spędził z rodziną w Mülheim.
W 1964 r. austriacki sąd odrzucił pozew jego dzieci, które domagały się zwrotu nieruchomości zagrabionej przez Hofera rodzinie żydowskiej.
Zmarł 18 lutego 1975 r. w Mülheim.
Był żonaty, miał siedmioro dzieci.